# Tarsykiya Matskiv

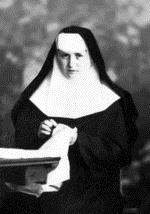
Irmã Tarsykija Mazkiw no trabalho

Tarsykiya Matskiv ( em ucraniano:  Тарсикія Мацьків; 23 de março de 1919 – 17 de julho de 1944) foi uma freira católica grega ucraniana e mártir.
Matskiv nasceu em Khodoriv, voivodia de Lwów (agora Oblast de Lviv ). Ela ingressou nas Irmãs Servas de Maria Imaculada em 3 de maio de 1938. Emitiu os primeiros votos a 5 de novembro de 1940 e trabalhou no seu convento. Mesmo antes da chegada do Exército Soviético a Lviv, ela fez votos perante seu diretor espiritual, Volodymyr Kovalyk, de que daria sua vida pela conversão da Rússia e pela Igreja Católica .
Em 17 de julho de 1944, por volta das 8h, um soldado russo tocou a porta do convento. Quando Matskiv atendeu a porta, ela foi baleada sem aviso e morreu. Mais tarde, foi dito que ela foi baleada simplesmente "porque era freira".

Ela foi beatificada pelo Papa João Paulo II em 27 de junho de 2001.